# Museo civico Villa Colloredo Mels
Il Museo civico Villa Colloredo Mels si trova a Recanati.

## Storia e descrizione
Il museo è ospitato in una villa appartenuta ai Conti Colloredo Mels, nobile famiglia di origine friulana.
La villa, con originario impianto medievale, fu ristrutturata nel Cinquecento, fino a ottenere l'attuale aspetto neoclassico. Nel 1998 vi si sono trasferiti i Musei civici di Recanati, già nel palazzo Comunale, con raccolte che includono l'archeologia e l'arte contemporanea.
La sezione archeologica raccoglie i reperti dell'insediamento eneolitico di Fontenoce (VI millennio a.C.) e quelli dell'età del ferro, provenienti dagli insediamenti di Fonti San Lorenzo e Villa Teresa.
Notevole è la Pinacoteca, che raccoglie opere provenienti dal territorio. Nella sezione medievale sono esposte opere di Ludovico da Siena (1395), Pietro di Domenico da Montepulciano (fine XIV, inizio XV secolo) e affreschi di Olivuccio di Ciccarello (fine XIV, inizio XV secolo). 
La sezione rinascimentale, la più importante, ospita opere di Vincenzo Pagani (1490-1568), e soprattutto tra le più significative opere di Lorenzo Lotto, la famosa Annunciazione, ed il Polittico di Recanati, formato da sei scomparti, la Trasfigurazione e il San Giacomo Maggiore. Vi è presente anche il San Vito al circo massimo con San Modesto e Santa Crescenzia di Felice Damiani da Gubbio.
Una sezione è dedicata al Seicento, con una Presentazione al tempio attribuita a Cristoforo Roncalli e la Madonna col Bambino e i santi Tommaso d’Aquino, Paolo, Nicola da Bari e Agnese di Gregorio Pagani, firmata e datata 1598 e destinata in origine alla chiesa di Santa Maria della Fonte a Macerata. Un'altra sezione è dedicata al Settecento, con opere del pittore Pier Simone Fanelli, che aveva una bottega di disegno e pittura a Recanati nella seconda metà del XVIII secolo.
L'ultima sezione della Pinacoteca è dedicata al ceramista recanatese Rodolfo Ceccaroni. Ospita una collezione di 177 ceramiche che mostrano il legame dell'artista con la città di Recanati e costituiscono una testimonianza delle tradizioni religiose, popolari ed artigianali del territorio.
Uno spazio per esposizioni temporanee artistico-culturali è situato al piano terra.
Dal 2013 i sotterranei di Villa Colloredo Mels ospitano il Museo dell'Emigrazione Marchigiana, dedicato a colora che fin dal XIX secolo hanno lasciato le Marche con la speranza di trovare condizioni di vita migliori.

## Opere principali
- Lorenzo Lotto
  - Polittico di Recanati
  - Trasfigurazione, 1510-1511
  - Annunciazione
  - S. Giacomo Maggiore

## Parco di Villa Colloredo Mels
Dietro al Museo civico Villa Colloredo Mels si apre il Parco di Villa Colloredo Mels, che risale alla metà del 1800. Nel 2011, dopo un decennio in cui il parco fu chiuso per lo stato di abbandono, è stato riaperto ed adibito a parco pubblico. Al suo interno si trova la sede del CEA, Centro di Educazione Ambientale, gestito dal WWF.